# Real Sociedad de Fútbol 2020-2021
Questa voce raccoglie le informazioni riguardanti la Real Sociedad de Fútbol nelle competizioni ufficiali della stagione 2020-2021.

## Maglie e sponsor
| Casa | Trasferta |

Fornitore tecnico: Macron

## Organico
In corsivo i calciatori ceduti durante la stagione
| N. |                    | Ruolo | Calciatore         |
| -- | ------------------ | ----- | ------------------ |
| 1  | Spagna (bandiera)  | P     | Álex Remiro        |
| 2  | Spagna (bandiera)  | D     | Joseba Zaldúa      |
| 3  | Spagna (bandiera)  | D     | Diego Llorente     |
| 4  | Spagna (bandiera)  | C     | Asier Illarramendi |
| 5  | Spagna (bandiera)  | C     | Igor Zubeldia      |
| 6  | Spagna (bandiera)  | D     | Aritz Elustondo    |
| 7  | Spagna (bandiera)  | C     | Portu              |
| 8  | Spagna (bandiera)  | C     | Mikel Merino       |
| 9  | Brasile (bandiera) | A     | Willian José       |
| 9  | Spagna (bandiera)  | A     | Carlos Fernández   |
| 10 | Spagna (bandiera)  | A     | Mikel Oyarzabal    |
| 11 | Belgio (bandiera)  | C     | Adnan Januzaj      |
| 12 | Spagna (bandiera)  | D     | Aihen Muñoz        |
| 13 | Spagna (bandiera)  | P     | Miguel Ángel Moyà  |
| 14 | Spagna (bandiera)  | C     | Jon Guridi         |
| 15 | Francia (bandiera) | D     | Modibo Sagnan      |
| 16 | Spagna (bandiera)  | C     | Ander Guevara      |
| 17 | Spagna (bandiera)  | A     | Martín Merquelanz  |
| 18 | Spagna (bandiera)  | D     | Andoni Gorosabel   |

| N. |                    | Ruolo | Calciatore              |
| -- | ------------------ | ----- | ----------------------- |
| 19 | Svezia (bandiera)  | A     | Alexander Isak          |
| 20 | Spagna (bandiera)  | D     | Nacho Monreal           |
| 21 | Spagna (bandiera)  | C     | David Silva             |
| 22 | Spagna (bandiera)  | A     | Ander Barrenetxea       |
| 23 | Spagna (bandiera)  | C     | Luca Sangalli           |
| 24 | Francia (bandiera) | D     | Robin Le Normand        |
| 25 | Spagna (bandiera)  | A     | Jon Bautista            |
| 26 | Spagna (bandiera)  | D     | Jon Pacheco             |
| 27 | Spagna (bandiera)  | C     | Beñat Turrientes        |
| 28 | Spagna (bandiera)  | C     | Roberto López           |
| 29 | Spagna (bandiera)  | C     | Robert Navarro          |
| 31 | Spagna (bandiera)  | P     | Unai Marrero            |
| 32 | Francia (bandiera) | D     | Jérémy Blasco           |
| 33 | Spagna (bandiera)  | D     | Aritz Arambarri         |
| 34 | Spagna (bandiera)  | P     | Gaizka Ayesa            |
| 35 | Spagna (bandiera)  | A     | Julen Lobete            |
| 36 | Spagna (bandiera)  | C     | Martín Zubimendi        |
| 37 | Spagna (bandiera)  | C     | Urko González de Zárate |

## Calciomercato

### Sessione estiva
| Acquisti         | Acquisti          | Acquisti        | Acquisti      |
| R.               | Nome              | da              | Modalità      |
| ---------------- | ----------------- | --------------- | ------------- |
| C                | David Silva       | Manchester City | gratuito      |
| Altre operazioni |                   |                 |               |
| R.               | Nome              | da              | Modalità      |
| P                | Gerónimo Rulli    | Montpellier     | fine prestito |
| D                | Modibo Sagnan     | Mirandés        | fine prestito |
| D                | Kévin Rodrigues   | Leganés         | fine prestito |
| D                | Jon Bautista      | Eupen           | fine prestito |
| D                | Raúl Navas        | Osasuna         | fine prestito |
| A                | Martín Merquelanz | Mirandés        | fine prestito |
| C                | Jon Guridi        | Mirandés        | fine prestito |

| Cessioni         | Cessioni        | Cessioni    | Cessioni                  |
| R.               | Nome            | a           | Modalità                  |
| ---------------- | --------------- | ----------- | ------------------------- |
| D                | Diego Llorente  | Leeds Utd   | definitivo (20 milioni €) |
| D                | Kévin Rodrigues | Eibar       | prestito                  |
| P                | Gerónimo Rulli  | Villarreal  | definitivo (5 milioni €)  |
| D                | Raúl Navas      | Osasuna     | definitivo (250 mila €)   |
| C                | David Zurutuza  |             | ritiro                    |
| Altre operazioni |                 |             |                           |
| R.               | Nome            | a           | Modalità                  |
| C                | Martin Ødegaard | Real Madrid | fine prestito             |

#### Sessione invernale
| Acquisti | Acquisti         | Acquisti | Acquisti                  |
| R.       | Nome             | da       | Modalità                  |
| -------- | ---------------- | -------- | ------------------------- |
| C        | Carlos Fernández | Siviglia | definitivo (10 milioni €) |

| Cessioni | Cessioni     | Cessioni      | Cessioni               |
| R.       | Nome         | a             | Modalità               |
| -------- | ------------ | ------------- | ---------------------- |
| A        | Willian José | Wolverhampton | prestito (3 milioni €) |

## Risultati

### Primera División

#### Girone di andata
| Arbitro: | Melero López |

|            |           |                   |
| Michel 39’ | Marcatori | 60’ Roberto López |

| San Sebastián 20 settembre 2020, ore 21:00 CEST 2ª giornata | Real Sociedad    | 0 – 0 referto | Real Madrid | Reale Arena (0 spett.)\| Arbitro: \| Martínez Munuera \| |
| Arbitro:                                                    | Martínez Munuera |               |             |                                                          |

| Arbitro: | De Mera Escuderos |

|  |           |                                                  |
|  | Marcatori | 55’ Portu 77’ (rig.) Januzaj 90+4’ Roberto López |

| Arbitro: | Figueroa Vázquez |

|  |           |                |
|  | Marcatori | 75’ Maxi Gómez |

| Arbitro: | Mateu Lahoz |

|                                           |           |  |
| Oyarzabal 28’ (rig.) Merino 79’ Portu 81’ | Marcatori |  |

| Arbitro: | Estrada Fernández |

|  |           |                                            |
|  | Marcatori | 43’ Portu 74’ (rig.) Oyarzabal 88’ Januzaj |

| Arbitro: | de Mera Escuderos |

|                                              |           |  |
| Oyarzabal 35’ (rig.), 54’ Portu 68’ Isak 75’ | Marcatori |  |

| Arbitro: | Cordero Vega |

|                       |           |                                                  |
| Iago Aspas 77’ (rig.) | Marcatori | 24’ D. Silva 34’ Oyarzabal 54’, 81’ Willian José |

| Arbitro: | Del Cerro Grande |

|                                  |           |  |
| Monreal 22’ Oyarzabal 27’ (rig.) | Marcatori |  |

| Arbitro: | Estrada Fernández |

|  |           |          |
|  | Marcatori | 66’ Isak |

| Arbitro: | Gil Manzano |

|                      |           |                  |
| Oyarzabal 33’ (rig.) | Marcatori | 6’ (rig.) Moreno |

| Vitoria-Gasteiz 6 dicembre 2020, ore 21:00 CET 12ª giornata | Alavés          | 0 – 0 referto | Real Sociedad | Mendizorrotza (0 spett.)\| Arbitro: \| Munuera Montero \| |
| Arbitro:                                                    | Munuera Montero |               |               |                                                           |

| Arbitro: | Gil Manzano |

|                      |           |                  |
| Oyarzabal 33’ (rig.) | Marcatori | 6’ (rig.) Moreno |

| Arbitro: | Soto Grado |

|                         |           |          |
| Roger 28’ De Frutos 87’ | Marcatori | 22’ Isak |

| Arbitro: | Cuadra Fernández |

|  |           |                             |
|  | Marcatori | 49’ Hermoso 74’ M. Llorente |

| Arbitro: | Sánchez Martinez |

|  |           |          |
|  | Marcatori | 5’ Portu |

| Arbitro: | Cuadra Fernández |

|                 |           |             |
| Barrenetxea 46’ | Marcatori | 20’ Calleri |

| Arbitro: | Soto Grado |

|                       |           |                                 |
| En-Nesyri 4’, 7’, 46’ | Marcatori | 5’ (aut.) Diego Carlos 14’ Isak |

| Arbitro: | Sánchez Martínez (Comitato murciano) |

|                         |           |                  |
| Alba 31’ F. de Jong 43’ | Marcatori | 27’ Willian José |

#### Girone di ritorno
| Arbitro: | Soto Grado |

|                        |           |                           |
| Isak 48’ Oyarzabal 57’ | Marcatori | 85’ Canales 90+2’ Joaquín |

| Arbitro: | De Mera Escuderos |

|           |           |            |
| Parejo 3’ | Marcatori | 90+3’ Isak |

| Arbitro: | Pizarro Gómez |

|                                         |           |               |
| Oyarzabal 26’ (rig.), 34’ Isak 54’, 59’ | Marcatori | 65’ Izquierdo |

| Arbitro: | González Fuertes |

|  |           |          |
|  | Marcatori | 30’ Isak |

| Arbitro: | Munuera Montero |

|                              |           |  |
| Isak 41’, 49’, 62’ Portu 73’ | Marcatori |  |

| Arbitro: | Gil Manzano |

|                  |           |           |
| Vinícius Jr. 89’ | Marcatori | 55’ Portu |

| Arbitro: | Soto Grado |

|            |           |  |
| Merino 10’ | Marcatori |  |

| Arbitro: | González Fuertes |

|            |           |  |
| Germán 51’ | Marcatori |  |

| Arbitro: | Munuera Montero |

|                 |           |                                                        |
| Barrenetxea 77’ | Marcatori | 37’ Griezmann 43’, 53’ Dest 56’, 89’ Messi 71’ Dembélé |

| Arbitro: | Sánchez Martínez |

|                   |           |                |
| Roberto López 89’ | Marcatori | 85’ Villalibre |

| Arbitro: | Pizarro Gómez |

|                             |           |                      |
| Wass 60’ (rig.) Gabriel 73’ | Marcatori | 33’ Guevara 45’ Isak |

| Arbitro: | Gil Manzano |

|                              |           |           |
| Portu 25’ Januzaj 39’ (rig.) | Marcatori | 22’ Mallo |

| Arbitro: | Figueroa Vázquez |

|  |           |          |
|  | Marcatori | 26’ Isak |

| Arbitro: | Hernández Hernández |

|                                     |           |                                                 |
| Iago Aspas 20’ (rig.) B. Méndez 43’ | Marcatori | 7’ Koundé 35’ Fernando 60’ Rakitić 76’ A. Gómez |

| Arbitro: | Mateu Lahoz |

|            |           |  |
| Sandro 86’ | Marcatori |  |

| Arbitro: | Cordero Vega |

|                               |           |  |
| Elustondo 72’ Oyarzabal 90+2’ | Marcatori |  |

| Arbitro: | Cuadra Fernández |

|                         |           |              |
| Carrasco 16’ Correa 28’ | Marcatori | 83’ Zubeldia |

| Arbitro: | Del Cerro Grande |

|                                              |           |                  |
| Isak 6’, !6’ D. Silva 28’ Januzaj 35’ (rig.) | Marcatori | 82’ Marcos André |

| Arbitro: | Figueroa Vázquez |

|  |           |          |
|  | Marcatori | 86’ Isak |

### Coppa di Spagna
| Arbitro: | Cuadra Fernández |

|  |           |                       |
|  | Marcatori | 57’, 84’ Willian José |

| Arbitro: | Mateu Lahoz |

|                                |           |               |
| Canales 78’ Iglesias 96’, 111’ | Marcatori | 13’ Oyarzabal |

### Supercoppa di Spagna
| Arbitro: | Munuera Montero |

|                                              |                      |                                       |
| Oyarzabal 51’ (rig.)                         | Marcatori            | 39’ F. de Jong                        |
| Bautista Oyarzabal Willian J. Merino Januzaj | Tiri di rigore 2 – 3 | de Jong Dembélé Pjanić Griezmann Puig |

### UEFA Europa League

#### Fase a gironi
| Arbitro: | Bartosz Frankowski |

|  |           |                |
|  | Marcatori | 90+3’ Bautista |

| Arbitro: | Craig Pawson |

|  |           |              |
|  | Marcatori | 56’ Politano |

| Arbitro: | John Beaton |

|           |           |  |
| Portu 58’ | Marcatori |  |

| Alkmaar 26 novembre 2020, ore 21:00 CET 4ª giornata | AZ Alkmaar         | 0 – 0 referto | Real Sociedad | AFAS Stadion (0 spett.)\| Arbitro: \| Aleksandar Stavrev \| |
| Arbitro:                                            | Aleksandar Stavrev |               |               |                                                             |

| Arbitro: | João Pinheiro |

|                          |           |                         |
| Bautista 69’ Monreal 79’ | Marcatori | 38’ Velkoski 73’ Lončar |

| Arbitro: | Orel Grinfeld |

|               |           |                    |
| Zieliński 35’ | Marcatori | 90+2’ Willian José |

#### Fase ad eliminazione diretta
| Arbitro: | Sandro Schärer |

|  |           |                                           |
|  | Marcatori | 27’, 57’ Fernandes 65’ Rashford 90’ James |

| Manchester 25 febbraio 2021, ore 21:00 CET Sedicesimi di finale - Ritorno ← andata | Manchester Utd  | 0 – 0 (tot.: 4-0) referto | Real Sociedad | Old Trafford (0 spett.)\| Arbitro: \| Lawrence Visser \| |
| Arbitro:                                                                           | Lawrence Visser |                           |               |                                                          |

## Statistiche
| Competizione        | Punti | In casa | In casa | In casa | In casa | In casa | In casa | In trasferta | In trasferta | In trasferta | In trasferta | In trasferta | In trasferta | Totale | Totale | Totale | Totale | Totale | Totale | DR  |
| Competizione        | Punti | G       | V       | N       | P       | Gf      | Gs      | G            | V            | N            | P            | Gf           | Gs           | G      | V      | N      | P      | Gf     | Gs     | DR  |
| ------------------- | ----- | ------- | ------- | ------- | ------- | ------- | ------- | ------------ | ------------ | ------------ | ------------ | ------------ | ------------ | ------ | ------ | ------ | ------ | ------ | ------ | --- |
| Liga                | 62    | 19      | 9       | 6       | 4       | 34      | 21      | 19           | 8            | 5            | 6            | 25           | 17           | 38     | 17     | 11     | 10     | 59     | 38     | +21 |
| Coppa del Re        | -     | 0       | 0       | 0       | 0       | 0       | 0       | 2            | 1            | 0            | 1            | 3            | 3            | 2      | 1      | 0      | 1      | 3      | 3      | 0   |
| Europa League       | -     | 4       | 1       | 1       | 2       | 3       | 7       | 4            | 1            | 3            | 0            | 2            | 1            | 8      | 2      | 4      | 2      | 5      | 8      | -3  |
| Supercopa de España | -     | 0       | 0       | 0       | 0       | 0       | 0       | 0            | 0            | 0            | 0            | 0            | 0            | 1      | 0      | 1      | 0      | 1      | 1      | 0   |
| Totale              | -     | 23      | 10      | 7       | 6       | 37      | 28      | 25           | 10           | 8            | 7            | 30           | 21           | 49     | 20     | 16     | 13     | 68     | 50     | +18 |